# 습유기
《습유기》(拾遺記)는 중국 동진의 왕가가 지은 책으로, 총 10권 220편으로 되어 있다. 주울 습(拾), 전할 유(遺), 기록할 기(記)로 풀어보면 《습유기》는 주워서 전하는 기록이라는 뜻이다. 즉, 중국에 숨겨진 여러 가지 전설을 모아서 만들어진 지괴서(志怪書)이다.
원래 삼황오제에서부터 서진(西晉) 말, 석호(石虎)의 이야기까지 쓰여졌다. 하지만, 원본은 없어졌고, 현재 《한위총서》(漢魏叢書)에 수록되어 있는 내용은 양(梁)나라 소기(蕭綺)가 다시 편찬한 결과물이다. 깨끗한 문장을 많이 사용했지만, 내용은 기괴하고 음란한 이야기가 많다. 여기 나온 이야기들은 모두 사실이 아니라고 전해진다.

## 내용
‘주워서 전한다’는 표현 덕분에 《습유기》는 엄격한 학문적 제약을 피해 다양한 이야기들을 주워 담았다. 중국의 신화, 역사를 시작하는 삼황오제는 물론, 진시황으로부터 한 무제, 한의 마지막 황제인 헌제, 너무도 잘 알려진 위나라의 조조, 조비, 촉의 유비, 오의 손권, 그리고 진류왕 조환을 마지막으로 무제 사마염에게 정권이 넘어가는 진(晉)까지 담겨 있다.
《습유기》를 지은 원저자로 알려진 왕가는 그야말로 줍고 싶은 일화를 마음대로 주워 모아 19권의 서적으로 만들었는데 전쟁으로 불탔고 나중에 양(梁)의 소기가 10권으로 복원하였다. 그 안에는 절대 황제답지 않은 무늬만 황제인 인물이 있고, 허세 부리는 데 여념이 없는 귀족들이 있다. 또한 왕에게 시중을 들곤 했던 ‘왕의 남자’들 또한 있다. 이 외에도 주지육림(酒池肉林)에 관한 이야기가 있다.

## 대한민국에 나온 번역서
- 2010년 현재 서울대학교 중문과에 재직중이고, 《중국공연문화의 꽃, 목련희》(한국학술정보, 2006), 《샤머니즘》(신성출판사, 2005)를 출간한 김영지(金映志)는 2008년 1월 15일 해당 책의 한국어 번역서를 지식을만드는지식을 통해 출간하였다. (ISBN 978-89-92901-07-9)

## 같이 보기
- 산해경
- 신이경
- 박물지